# Ukrainian Chemical Products
46°12′05″ пн. ш. 33°39′45″ сх. д. / 46.20139° пн. ш. 33.66250° сх. д.
Ukrainian Chemical Products (раніше: Кримський Титан) — підприємство з виробництва титанової продукції, потужності якого знаходяться в Армянську (АР Крим). До 2021 року 100 % акцій належало компанії OSTCHEM Holding AG, що об'єднує хімічні та гірничо-видобувні активи інвестиційного холдингу Group DF українського олігарха Дмитра Фірташа . У грудні 2021 року Group DF продав всі активи Ukrainian Chemical Products в Криму компанії «Російський титан».

## Історія
Рішення про початок будівництва хімічного заводу на півночі Криму було прийнято Радянським урядом. У 1960 році у зв'язку з гострим дефіцитом у країні двоокису титану, необхідного для багатьох галузей народного господарства.
З 1 січня 1962 року, за рішенням Ради Міністрів СРСР, будівництво було передано Кримській Раді народного господарства, і завод отримав нову назву — Кримський завод пігментного двуокису титану (КЗПДТ).
29 грудня 1969 року введений в експлуатацію цех з виробництва сірчаної кислоти, отриманий перший продукт, і ця дата увійшла в історію як день народження «ТИТАНУ».
У 1971 році з пуску одного цеху (40 тис. т) розпочалося виробництво діоксиду титану на Кримському виробничому об'єднанні «Титан». У 1978 році введено в дію другий цех такої ж потужності.
Указом Президії Верховної Ради Української РСР у 1972 році заводу було присвоєно найменування Кримський завод пігментного двоокису титану імені 50-річчя СРСР.
Згідно з наказом Міністерства хімічної промисловості СРСР у 1982 році завод був перетворений на Кримське виробниче об'єднання «Титан» імені 50-річчя СРСР, а 1993 року, на підставі наказу Міністерства промисловості України, підприємство отримало назву Кримське виробниче об'єднання «Титан».
У 1998 році КПО «Титан» перейменовано в Кримське державне виробниче об'єднання «Титан».
10 лютого 2000 року на базі КМПО «Титан» створена Державна акціонерна компанія «Титан».
1999 рік став для підприємства другим народженням. «Титан» стає одним з першопрохідців українського фондового ринку в сфері емісії корпоративних облігацій, здійснюється корпоратизація, залучаються інвестиції. У лютому 2000 року на базі КМПО «Титан» створюється Державна акціонерна компанія «Титан».
Подальшим витком розвитку підприємства стає створення у серпні 2004 року Закритого акціонерного товариства «Кримський ТИТАН», заснованого на базі майнового комплексу ДАК «Титан» і фінансового капіталу компанії «Остхем Холдинг». Крім основного титанового виробництва в створене акціонерне товариство увійшли філії: Іршанський гірничо-збагачувальний і Вільногірський гірничо-металургійний комбінати.
У 2011 році, відповідно до Закону України «Про акціонерні товариства», Закрите акціонерне товариство було перетворене в Приватне акціонерне товариство. 2011 року на підприємстві вироблено 108069 т діоксиду титану.
У 2015 році "Кримський титан" було переіменовано на «Юкрейніан Кемікал Продактс» (Ukrainian Chemical Products).
У грудні 2021 року Ukrainian Chemical Products , яке раніше входило до титанового бізнесу Group DF Дмитра Фірташа, продало всі свої активи в Криму компанії «Російський титан». Умови угоди передбачають, що все рухоме та нерухоме майно колишнього заводу «Кримський титан» переходить у власність покупця.

### Аварія 2018 року
В ніч з 23 на 24 серпня 2018 року в Армянську стався викид невідомої речовини. 28 серпня 2018 року окупаційна влада заявила, що ситуація в Армянську «виходить за межі норми», причиною викидів шкідливої речовини на півночі півострова є спека і тривала відсутність опадів. За попередніми даними досліджень, причиною забруднення є випаровування вмісту кислотонакопичувача, використовуваного «Кримським Титаном». За даними Міністерства з питань тимчасово окупованих територій і внутрішньо переміщених осіб України, підприємство «Кримський Титан» являє собою екологічну загрозу для Херсонської області.
Голова Меджлісу кримськотатарського народу Рефат Чубаров вважає, що єдиною ефективним заходом для запобігання отруєння навколо заводу «Кримський Титан» на півночі Криму може бути деоккупація півострова і повне припинення українською владою діяльності цього заводу:
|  | «Почалося обережне зондування можливості відновлення подачі дніпровської води в тимчасово окупований Крим по Північно-Кримському каналу. Тепер в якості аргументів, покликаних розжалобити офіційну владу України і міжнародне співтовариство, російські окупанти використовують наслідки екологічної катастрофи, викликаної отруйними викидами заводу «Кримський Титан». За твердженням російських окупантів, нестача води для заповнення відстійників, мовляв, привела до надмірної концентрації кислоти, що стало причиною отруєння околиць», — Чубаров. |

### Російське вторгнення в Україну(2022)
31 травня 2023 року завод був замінований російськими військами з метою звинуватити Збройні сили України в екологічному терроризмі у разі перебування українських військових на адмінкордоні з Кримським півостровом

## Технологія
Виробництво діоксиду титану здійснюється за сульфатною технологією. Ільменіт або титановий шлак подрібнюють, сушать, а потім розкладають в концентрованій сірчаній кислоті[джерело?].
Отриманий плав титанілсульфату охолоджують і розбавляють водою до відповідної концентрації. Потім відновлюють в розчині титанілсульфату тривалентне залізо до двовалентного. Отриманий розчин відстоюють і подають на попередню (чорнову) фільтрацію. У відфільтрованому розчині при охолодженні викристалізовують залізний купорос і відділяють його від маточного розчину на центрифугах[джерело?].
Розчин титанілсульфату випарюють до стандартної концентрації і направляють на гідроліз. При гідролізі виділяються аморфні пластівці гідрату діоксиду титану.
Отриману пульпу гідрату діоксиду титану піддають фільтруванню в дві стадії. При цьому здійснюється її відмивання від хромофорних домішок, і відбілювання. Після внесення необхідних компонентів пасту гідрату діоксиду титану прожарюють в прожарювальних печах.
В процесі прожарювання відщеплюється гідратована волога і діоксид титану набуває пігментних властивостей. Прожарений продукт подрібнюється в дві стадії і передається на обробку поверхні, яку проводять відповідними хімічними речовинами для надання пігментному діоксиду титану відповідних споживчих властивостей.
Оброблений діоксид титану висушують і передають на мікроподрібнення, після чого упаковують і відправляють на склад.

## Статус
Після захоплення Росією Криму, на підприємстві виникли певні неоднозначності. Зокрема, завод відмовився реєструватися як юридична особа в Росії і платити податки на території Автономної Республіки Крим. До того ж понад 400 робітникам «Кримського Титану», які проживають на території континентальної України, кожного дня доводиться перетинати кримський кордон для того, щоб потрапити на роботу.
Приватне акціонерне товариство зареєстроване в Києві і 2015 року змінило назву на «Ukrainian Chemical Products».
У грудні 2021 року Ukrainian Chemical Products продало всі свої активи в Криму компанії «Російський титан». Умови угоди передбачають, що все рухоме та нерухоме майно колишнього заводу «Кримський титан» переходить у власність покупця.

## Соціальна відповідальність
Керівництво заводу проводить активну соціальну політику. Зокрема, завод проінвестував створення спорткомплексу, а також бази відпочинку «Хвиля» для підтримання здоров'я робітників. Крім того, керівництво заводу поширює здоровий спосіб життя шляхом створення спортивних гуртків, зокрема, футбольного, рибальського та бігового. Підприємство бере участь у програмі «Збережи своє місто», ініціатором якої є власник підприємства Дмитро Фірташ. Протягом 2012 року в Армянську «Кримський ТИТАН» профінансував ремонт покрівель 55 багатоквартирних житлових будинків. Останній раз капітальний ремонт дахів у місті проводився впродовж 2010—2011 років за рахунок державного бюджету, і тоді коштів вистачило на ремонт покрівель всього п'яти будинків. Також за кошти «Кримського титану» відремонтували 310 під'їздів житлових будинків та 50 місць загального користування в гуртожитках. У 210 під'їздах встановили металеві вхідні двері. Також проведено капітальний ремонт 12 ліфтів, у п'яти житлових будинках встановили нові ліфти. Відремонтовано близько 2,5 км каналізаційних труб та більше 4 км водопроводів.
Крім того, було проведено ремонт міського басейну, актового залу міського культурно-розважального комплексу та Центру дитячої та юнацької творчості.

## Інвестиційна діяльність та виручка
За підсумками 2013 року, виручка заводу знизилася на 6 % до 3,37 млрд гривень, чистий збиток становив 247 млн гривень проти 30 млн гривень прибутку за 2012 рік. Однак вже у квітні 2013 року, група компаній Group DF повідомила, що інвестує в нове виробництво «Кримського титану» близько $300 млн.